# Somaliaduva
Somaliaduva (Columba oliviae) är en fågel i familjen duvor inom ordningen duvfåglar.

## Utseende och läte
Somaliaduvan är en relativt liten (28 cm) ljust grå duva. På den adulta fågeln är fjäderdräkten mycket ljust grå, med varmare färgad ovansidan, mörk stjärtspets och ett mörkt band över övergumpen. Hjässan är skärbrun och ögat ljusgult. På sidan av halsen syns på närhåll en oljigt grön- och blåglänsande fläck. I dess utbredningsområde kan den bara förväxlas med tamduva, som är större och mycket mörkare. Lätet består av typiskt duvkutter.

## Utbredning och systematik
Somaliaduvan förekommer enbart i arida kustnära bergstrakter i norra Somalia. Den behandlas som monotypisk, det vill säga att den inte delas in i några underarter.

## Status
Arten är dåligt känd, men det finns inga tecken på att den skulle vara hotad. Internationella naturvårdsunionen IUCN kategoriserar den som livskraftig.

## Namn
Fågelns vetenskapliga artnamn hedrar Lady Olive Archer, fru till brittiska ornitologen och diplomaten Sir Geoffrey Archer.